# Okap z Półką na Pomorskich Skałach
Okap z Półką na Pomorskich Skałach – wielki okap z półką na skale Foka w grupie Pomorskich Skał po północno-zachodniej stronie Olkusza w województwie małopolskim, w powiecie olkuskim. Znajduje się po wschodniej stronie ulicy Długiej w należącym do Olkusza osiedlu Pomorzany, na Wyżynie Olkuskiej będącej częścią Wyżyny Krakowsko-Częstochowskiej. 
Foka to skała o kształcie grzyba skalnego. Jej okap z półką znajduje się nisko nad ziemią, ma długość 19,5 m i jest otwarty na 3 strony świata. Nie spełnia kryteriów obiektu jaskiniowego, jest jednak opisywany przez grotołazów jako schronisko. W istocie jest tylko formacją skalną. Podstawa skały zbudowana jest z uławiconych wapieni, które uległy wypreparowaniu, półka z twardszych wapieni skalistych. Brak nacieków jaskiniowych, namulisko składa się z gruzu wapiennego zmieszanego z próchnicą, w części zachodniej jest skaliste.

## Historia poznania i dokumentacji
Formacja skalna nie była wzmiankowana w literaturze. Na zlecenie Zarządu Zespołu Jurajskich Parków Krajobrazowych woj. katowickiego w listopadzie 1988 r. zmierzyli ją i opisali A. Polonius i J. Sławiński. Plan opracował A. Polonius.

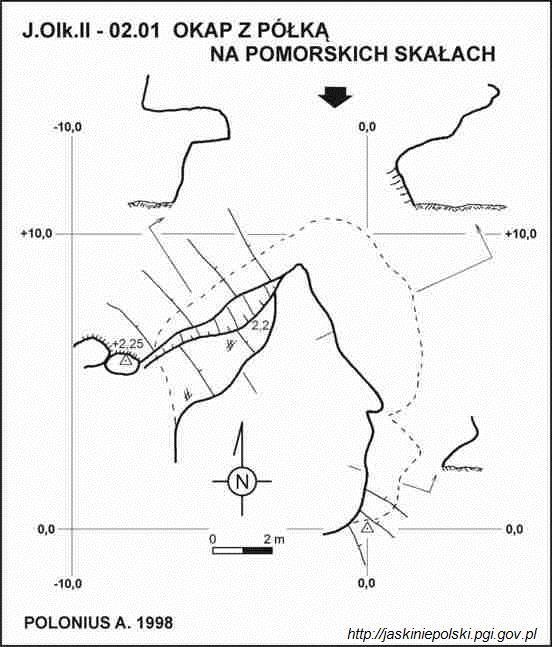
Plan